# Sebastian Franck (Kirchenlieddichter)
Sebastian Franck (* 18. Januar 1606 in Schleusingen; † 12. April 1668 in Schweinfurt) war ein deutscher evangelischer Pfarrer und Dichter von Kirchenliedern.

## Leben
In seiner Geburtsstadt besuchte Franck das Hennebergische Gymnasium. Anschließend studierte er in Straßburg und Leipzig Theologie und war dann Hauslehrer in Breslau und Umgebung. 1630 wurde er in Jena Magister, dann Hauslehrer in Roßdorf, 1632 Inspektor am Gymnasium in Schleusingen und 1634 Pfarrer in Oberleichtersbach im
Stift Fulda. Von dort musste er aufgrund der Unruhen des Dreißigjährigen Krieges (Schlacht bei Nördlingen) aber bald fliehen. Seit 1636 wirkte er als Pfarrer von Geroda (Unterfranken), wo er unter den Kriegswirren ebenfalls zu leiden hatte. In Schweinfurt bekam er 1653 ein Pfarramt und wurde 1660 zum Diakonus der Stadt berufen, in der er auch verstarb.
1634 hatte er das Gelübde abgelegt, „alle Tage aus dem Psalterbüchlein Davids zum wenigsten zwei Psalmen des Morgens und Abends zu beten“. Daraus schöpfte er Kraft und Trost. In mehreren Werken legte er Psalmen aus und schrieb Gebete und religiöse Lieder. Am bekanntesten wurde das Lied „Hier ist mein Herz, Herr, nimm es hin“. Es erschien erstmals im Coburger Gesangbuch von 1645.

## Werke
- Rosarium animae, das ist: Neues Davidisches Rosengärtlein einer andächtigen gottliebenden Seel. Aus dem Paradies-Rosengarten des andern Psalms, 1653
- Lutherisches Blumengärtlein, das ist: Lehr-, trost- und geistreiche Erklärung des andern Psalms. Aus den Schriften des teuren Manns Gottes, Herrn Doctoris Lutheri, als geistliche, Herz und Seel erfreuende Kraftblümlein abgebrochen und mit Fleiß zu Hauf gesammelt, 1654
- Hortulus animae, über den 3. Psalm, 1654
- Neueröffnetes Beicht-, Buß- und Tränen-Kämmerlein über die 7 Bußpalmen, 1655-61
- Davidischer Herzwecker zur wahren Gottseligkeit, das ist: Geistreiche Erklärung des 1. Psalms, 1666.